# Beth Kempton
Beth Kempton (Southampton, 6 de mayo de 1977) es una japonóloga, coordinadora cultural e intérprete de eventos deportivos, y autora de libros de autoayuda y mejora de la vida británica. Desde niña se interesó por la contabilidad y su participación en la regata de grandes veleros inspiró su deseo de viajar al extranjero. Esto la llevó a estudiar japonés e interpretación, pasando varias décadas en Japón como coordinadora cultural, presentadora de televisión e intérprete de traducción para múltiples eventos deportivos internacionales. A finales de la década de 2010, comenzó a publicar libros de autoayuda y reflexiones filosóficas generales sobre la sabiduría japonesa.

## Primeros años de vida y educación
Nacida en Southampton, Inglaterra, pasó su primera infancia queriendo ser contadora, incluso tomó clases de contaduría a los 13 años. Durante su último año en la escuela secundaria, fue competidora en las regata de grandes veleros de ese año que viajaron a España. La experiencia la hizo querer ir al extranjero en lugar de tener una carrera en una oficina. En lugar de eso, fue a la Universidad de Durham y estudió japonés para obtener su título universitario, ya que quería viajar a un lugar diferente con un idioma desconocido. Durante su primer año, formó parte del periódico y la estación de radio de la universidad. El segundo año de sus estudios implicó un estudio en el extranjero, donde se quedó con una familia en Kioto, Japón, y tuvo que aprender el dialecto local. Posteriormente regresó al Reino Unido en 2003 para obtener una maestría en los campos de interpretación y traducción de la Universidad de Bath.

## Carrera
Después de graduarse, se convirtió en coordinadora de relaciones internacionales del Programa JET y también presentó su propio programa de televisión en Yamagata Television. En 1998 y 2003, para los Campeonatos Mundiales de la IBSF, trabajó como intérprete para el equipo británico. Ocupó un puesto en la Copa Mundial de Fútbol de 2002 en Tokio y luego fue coordinadora cultural del Barco de la Paz. A principios de la década de 2010, Kempton fundó una empresa llamada Do What You Love que ofrece cursos de mejora de vida en línea. Kempton trabajó en los Juegos Olímpicos de Londres 2012 y más tarde fue gerente de la asociación de Unicef con el Manchester United. También continúa organizando retiros de bienestar a través de su empresa en el Reino Unido.
Su primer libro publicado en 2017, Freedom Seeker, estuvo lleno de lecciones de vida personal y su «proceso de toma de decisiones poco convencional». Trabajar en el libro también la ayudó a aprender a disfrutar el proceso de escritura y la llevó a su siguiente libro en 2018, Wabi Sabi, que también combinó su amor por Japón con sus experiencias como entrenadora de vida. Ella describió la filosofía de wabi-sabi utilizada en su libro como una combinación de las palabras japonesas wabi, que significa «encontrar la belleza en la simplicidad», y sabi, que es el paso del tiempo. Describe esta idea de disfrutar de la impermanencia y de la estética siempre cambiante de la naturaleza como un «pilar del wabi sabi». El libro fue posteriormente traducido y publicado en 24 idiomas.
Publicó un libro para las fiestas de 2019 titulado Calm Christmas and a Happy New Year (Una Navidad tranquila y un feliz año nuevo) que analiza cómo celebrar la Navidad y otras fiestas de una manera personal, especialmente para aquellos que enfrentan «tristeza, pérdida y soledad». También hizo un pódcast llamado Calm Christmas para relacionarlo con su libro y en el que hablaba sobre cómo tener una «temporada navideña sin estrés». Su primer libro de enseñanza de escritura creativa, The Way of the Fearless Writer (El camino del escritor intrépido), se publicó en 2023 y utilizó las técnicas de las Puertas de la Liberación del budismo para explicar cómo escribir sin preocuparse por las críticas negativas. El libro fue elegido por Publishers Weekly como uno de sus libros de la semana tras su publicación. En 2024 publicó un libro adicional sobre la sabiduría japonesa titulado Kokoro, basado en la palabra japonesa sobre el corazón y el alma. El libro no sólo analiza cómo sentirse conscientemente conectado con el mundo incluso al realizar tareas cotidianas, sino que también analiza las actividades espirituales que se realizan en Japón.